# Eugen Dido Kvaternik
Eugen "Dido" Kvaternik (Zagreb, 29. ožujka 1910. – Rio Cuarto, 10. ožujka 1962.) bio je ustaški pukovnik i zapovjednik Ustaške nadzorne službe (UNS) do listopada 1942. Smatran je drugom najvažnijom osobom u NDH nakon poglavnika Ante Pavelića, do njihovog sukoba 1942. godine. Sin vojskovođe Slavka Kvaternika i Olge rođene Frank, kćeri Josipa Franka, vođe Čiste stranke prava.
Bio je organizator atentata na jugoslavenskog kralja Aleksandra I. Karađorđevića u Marseilleu 9. listopada 1934. godine.

## Životopis
Eugen Kvaternik rodio se u Zagrebu 1910. godine u obitelji Austro-Ugarskog vojnog časnika Slavka Kvaternika i Olge rođ. Frank, kćeri hrvatskog političara Josipa Franka. U obitelji su ga od djetinjstva zvali Dido. Klasičnu gimnaziju je završio u Zagrebu 1928. godine s tim što je treći i četvrti razred (1922. – 1924., sve dok tadašnji ministar prosvjete nije zabranio daljnje pohađanje srednjoškolskih učilišta u inozemstvu) polazio u Kalksburgu pokraj Beča, u isusovačkom konviktu. Započeo je studirati pravo 1928. godine ali ga nije završio. Već 1926. godine počeo je politički djelovati u organizacijama Eugen Kvaternik, Hrvatska Mladica i Domagoj. Nakon atentata na hrvatske narodne zastupnike u beogradskoj Narodnoj skupštini surađivao je s Branimirom Jelićem, vođom pravaške mladeži, a nakon uvođenja diktature, 6. siječnja 1929. godine, djelovao je u ilegali u skupini Vlade Singera. Početkom 1930-ih povremeno odlazio je u inozemstvo po zadatcima ustaškog pokreta ali i zbog studija (Berlin, Nancy, London). Osim prava u Zagrebu studirao je također pravo u Berlinu, te je studirao povremeno u Francuskoj i Engleskoj radi usavršavanja jezika. Tečno je govorio pet jezika. Godine 1933. surađivao je u glasilu mladih nacionalista Naša Gruda koji izlazi u samo dva broja jer je glavni urednik Vlado Singer morao u izbjeglištvo.

### Prva emigracija
Emigrirao je u prosincu 1933. godine, nakon otkrivanja planiranog atentata na jugoslavenskoga kralja Aleksandra I. Karađorđevića u Zagrebu. Najveći dio života provedenoga u izbjeglištvu (1933. – 1941.) proveo je po zatvorima i internacijama. Od tih sedam i pol godina na slobodi bio je oko šesnaest mjeseci. Postao je jedan od glavnih Pavelićevih suradnika. Djelujući pod lažnim imenima (Eugen Rakovečki, Egon Kramer) radio je na ponovnoj organizaciji atentata na kralja Aleksandra I. Karađorđevića. Bio je organizator i vođa skupine atentatora, sve do njihovog dolaska u Marseille, kada se, po planu, povukao i preko Švicarske vratio u Italiju. Zbog atentata proveo je dvije godine u talijanskom zatvoru, no Italija je odbila njegovo izručenje Francuskoj.
Nakon što je izašao iz zatvora 1936. godine, pridružio se ostalim ustašama. Djelovao je na otoku Lipari, a početkom 1937. godine postao je i zapovjednik logora na tom otoku (ustaše su bili pod nadzorom talijanskih policijskih vlasti, i nije im bilo dopušteno poduzimati nikakve važne aktivnosti), i tu dožnost obavlja do njegova raspuštanja u travnju 1937. godine.

### NDH
U Hrvatsku se vratio tri dana nakon proglašenja NDH. Po dolasku ustaša u Zagreb, 15. travnja 1941. godine biva imenovan povjerenikom za javni red i sigurnost u Zagrebu, a 18. travnja 1941. imenovan je ravnateljem za javni red i sigurnost na cjelokupnom području NDH te 4. svibnja 1941. državnim tajnikom u Ministarstvu unutarnjih poslova. Također nalazio se na čelu Ustaške nadzorne službe (UNS) od njenog osnutka 16. kolovoza 1941., a bio je i član Poglavnikove tjelesne bojne (PTB). U čin ustaškog bojnika PTB-a promaknut je 16. siječnja 1942., u čin ustaškog potpukovnika 26. lipnja 1942. a u čin ustaškog pukovnika 23. listopada 1942. godine, poslije smjenjivanja sa svojih redarstvenih dužnosti.
Kvaternik je provodio progon hrvatskih Srba, Židova, Roma i ostalih državnih neprijatelja i smatra se jednim od glavnih krivaca za zlodjela koja su počinjena nad tim narodima. Pavelić je vrlo rafinirano iskorištavao činjenicu da je Kvaternikova majka bila iz židovske obitelji Frank. Tako je Kvaternik da bi sigurno dokazao da ga ne veže nikakova rasna veza, sve Pavelićeve upute i migove zdušno izvršavao i najodlučnije se otvoreno i javno isticao neprijateljski prema Židovima.

### Druga emigracija i smrt u Argentini
U veljači 1943. godine, nakon sukoba s Pavelićem, s obitelji odlazi u Slovačku, gdje je boravio do rujna 1944. godine. Od rujna 1944. do svibnja 1945. godine boravio je u Austriji, a od svibnja 1945. do lipnja 1947. godine u Italiji, potom odlazi u Argentinu. U Argentini organizirao je vlastito mehaničko poslovanje i surađuje u Hrvatskoj reviji člancima i polemikama od 1952. do 1962. godine i to u vrlo kritičkom duhu prema bivšem državnom vodstvu NDH.
Godine 1952. u emigrantskoj Hrvatskoj reviji piše o NDH: »Naš narodni pad tako kratko vrijeme nakon uspona 1941. uzrokovan je stalnim i opetovanim kršenjem osnovnih etičkih i moralnih zasada... Notorna je činjenica koju ne možemo nijekati, da je za vrijeme prošloga rata i s hrvatske strane učinjeno teških izgreda, koji s moralnog stanovišta sačinjavaju grijeh, s pravnoga zločin, a s političkoga ludost... Zato našu odgovornost pred poviješću ne će nitko moći izbrisati.« O svojim odnosima s Antom Pavelićem, koga će opisati kao »duševno neuravnoteženog Balkanca«, priznaje da je »kroz 17 mjeseci bio kugla despota prenašajući njegove naloge. Bio je to grijeh uzrokovan mojom mladenačkom i neograničenom vjerom u rodoljublje i sposobnost dr. Pavelića.«
Traženjima jugoslavenskih vlasti za izručenjem Kvaternika nikada nije udovoljeno.
Eugen Dido Kvaternik poginuo je u prometnoj nesreći u Argentini sa svojom jedanaestogodišnjom kćerkicom Olgom 1962. godine, dok su njegova supruga Marija i dvojica sinova, Slavko Eugen i Davor uspjeli preživjeti nesreću.